# 古川町立数河小学校
古川町立数河小学校 （ふるかわちょうりつ すごうしょうがっこう）は、かつて岐阜県吉城郡古川町（現：飛騨市古川町）に存在した公立小学校。

## 概要
- 旧：細江村の小学校であり、数河が校区だった。数河中学校（1966年に廃校）が併設されていた。
- 1969年、古川仲小学校、中山東小学校、中山南小学校、数河小学校を統合し、古川西小学校の新設により廃校。
- 校舎は古川西小学校数河分教室として1970年6月まで使用された。

## 沿革
- 1874年（明治7年）10月 - 細江学校数河支校として開校。校区は数河村。
- 1875年（明治8年）
  - 2月 - 杉崎村、太江村、袈裟丸村、野口村、末真村、戸市村、数河村が合併し、細江村が発足。
  - 4月 - 校区の変更により、数河支校は細江学校から就明学校に移る。
- 1876年（明治9年） - 独立し、数河学校となる。
- 1886年（明治19年） - 数河簡易科小学校に改称する。
- 1890年（明治23年） - 数河尋常小学校に改称する。
- 1933年（昭和8年） - 数河尋常高等小学校に改称する。
- 1941年（昭和16年）4月1日 - 数河国民学校に改称する。
- 1947年（昭和22年）4月1日 - 細江村立数河小学校に改称する。細江村立細江中学校数河分校を併設。
- 1956年（昭和31年）4月1日 - 古川町、細江村、小鷹利村が合併し、改めて古川町が発足。同時に古川町立数河小学校に改称する。
- 1958年（昭和33年）4月 - 併設の細江中学校数河分校が宮城中学校数河分校に改称する。
- 1964年（昭和39年）4月 - 宮城中学校が古川中学校に統合され廃校。宮城中学校数河分校古川町立数河中学校として独立する（併設）。
- 1966年（昭和41年）4月 - 数河中学校が古川中学校に統合され廃校。数河小学校は単独校となる。
- 1969年（昭和44年）4月 - 統合により廃校。古川西小学校数河分教室となる。
- 1970年（昭和45年）7月 - 統合校舎完成により、数河分教室は廃止。